# Plano (Illinois)
Plano és una ciutat dels Estats Units a l'estat d'Illinois. Segons el cens del 2000 tenia 10.856 habitants.

## Demografia
Segons el cens del 2000, Plano tenia 10.856 habitants, 3.549 habitatges, i 2.656 famílies. La densitat de població era de 417 habitants/km².
Dels 3.549 habitatges en un 45,8% hi vivien nens de menys de 18 anys, en un 56,6% hi vivien parelles casades, en un 12,3% dones solteres, i en un 25,2% no eren unitats familiars. En el 19,6% dels habitatges hi vivien persones soles el 5,4% de les quals corresponia a persones de 65 anys o més que vivien soles. El nombre mitjà de persones vivint en cada habitatge era de 3,06 i el nombre mitjà de persones que vivien en cada família era de 3,54.
Per edats la població es repartia de la següent manera: un 29,8% tenia menys de 18 anys, un 7,7% entre 18 i 24, un 38,5% entre 25 i 44, un 17,7% de 45 a 60 i un 6,3% 65 anys o més.
L'edat mediana era de 29,8 anys. Per cada 100 dones de 18 o més anys hi havia 95,9 homes.
La renda mediana per habitatge era de 58.132 $ i la renda mediana per família de 62.438 $. Els homes tenien una renda mediana de 49.164 $ mentre que les dones 37.933 $. La renda per capita de la població era de 24.336 $. Aproximadament el 4,9% de les famílies i el 6,94% de la població estaven per davall del llindar de pobresa.

## Poblacions properes
El següent diagrama mostra les poblacions més properes.